# NGC 793
NGC 793 је двојна звезда у сазвежђу Троугао која се налази на NGC листи објеката дубоког неба.
Деклинација објекта је + 31° 58' 53" а ректасцензија 2h 2m 54,5s. Привидна величина (магнитуда) објекта NGC 793 износи 13,2.